# Schwarzkopfpythons
Die Schwarzkopfpythons (Aspidites) sind eine Gattung bodenlebender, mittelgroßer Riesenschlangen aus der Familie der Pythons, deren Vorkommen sich auf Australien beschränkt. Dabei werden nur zwei Arten unterschieden: der Schwarzkopfpython (Aspidites melanocephalus) sowie der Woma (Aspidites ramsayi).

## Merkmale und Lebensweise
Der Körper der Schwarzkopfpythons ist muskulös gebaut; der Kopf ist nur schwach vom Körper abgesetzt. Als kennzeichnendes Merkmal der Gattung gelten das unbezahnte Prämaxillare sowie die großen, symmetrischen Kopfschilde. Die Grundfärbung beider Arten ist ein helles Braun, wobei der Rücken im Regelfall dunkler gefärbt ist als die Seiten. Über den Rücken ziehen sich dunkel- bis rotbraune, bisweilen auch schwarze Querbalken, die im Regelfall schmaler als die hellen Zwischenräume sind. Die beiden Arten unterscheiden sich in der Kopffärbung, die beim Woma hellbraun bis gelblich ist und damit etwa der Grundfärbung des Körpers entspricht, beim Schwarzkopfpython ist der Kopf hingegen glänzend schwarz.
Ursprünglich galt, dass thermosensorische Organe (Labialgruben), wie sie bei den anderen Pythons vorkommen, bei den Vertretern der Schwarzkopfpythons fehlen. Jedoch sollen – nur an der Schnauzenspitze – durch die Rostralschuppe geschützte und deshalb von außen nicht sichtbare Labialgruben vorhanden sein. Die zahlenmäßige Reduktion und die Abdeckung der verbliebenen Labialgruben wird mit einem wahrscheinlichen, unter den Pythons einzigartigen Aspekt ihrer Lebensweise begründet: Bei Individuen beider Arten ist in Gefangenschaft Grabtätigkeit in sandig-kiesigem Substrat beobachtet worden, woraus geschlossen wurde, dass wildlebende Tiere „bestehende Erdhöhlen vergrößern um darin Schutz zu suchen oder zu jagen“. Zumindest für wildlebende Womas ist dies sogar für relativ feste tonige Alluvialböden bestätigt worden.
Ferner galt die vermeintliche Abwesenheit von Labialgruben als Hinweis darauf, dass die natürliche Beute der Schwarzkopfpythons fast ausschließlich aus poikilothermen (wechselwarmen) Tieren besteht. Untersuchungen des Mageninhalts eingefangener Tiere zeigen jedoch annähernd gleiche Anteile verschiedener Schuppenkriechtiere (Agamen, Geckos, Skinke, Warane, Schlangen) und verschiedener Säugetiere (Hasenartige, Mäuseartige, Nasenbeutler) am Beutespektrum. Bei besenderten Womas wurde in Nächten, die auf besonders heiße Tage folgten, beobachtet, dass sie auf Bäume kletterten, um dort schlafende Echsen, speziell Individuen der Östlichen Bartagame (Pogona barbata) zu erbeuten.
Beide Arten legen Eier, sind also ovipar.

## Arten

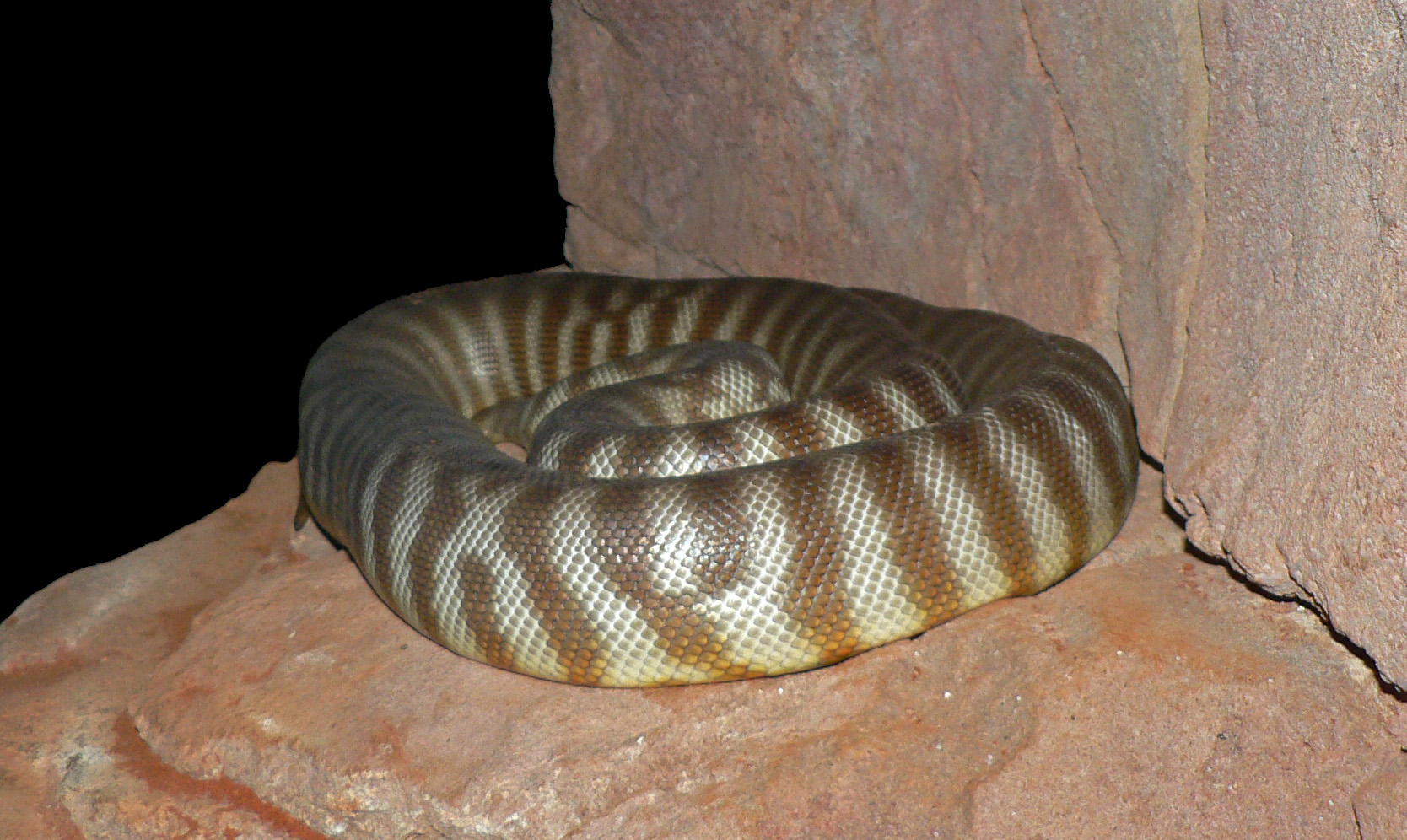
Woma (Aspidites ramsayi)

Zu dieser Gattung gehören lediglich 2 Arten: der Schwarzkopfpython (Aspidites melanocephalus (Krefft, 1864)) und der Woma (Aspidites ramsayi (Macleay, 1882)). Dabei lebt der Schwarzkopfpython vor allem in Nordaustralien und besiedelt sehr unterschiedliche Lebensräume von feuchten Küstenwäldern über die saisonal trockenen tropischen Waldgebiete bis hin zu den nördlichen Wüstengebieten. Der Woma ist dagegen auf die Wüstengebiete Zentralaustraliens beschränkt.